# WTA-toernooi van South Carolina
Het WTA-toernooi van South Carolina (ook aangeduid als Charleston of Wild Dunes) is een voormalig tennistoernooi voor vrouwen dat in 1981 en 1982 alsmede van 1985 tot en met 1987 plaatsvond in de Amerikaanse staat South Carolina. In Greenville werd gespeeld op overdekte hardcourtbanen – op Seabrook Island en in Wild Dunes was gravel de ondergrond.

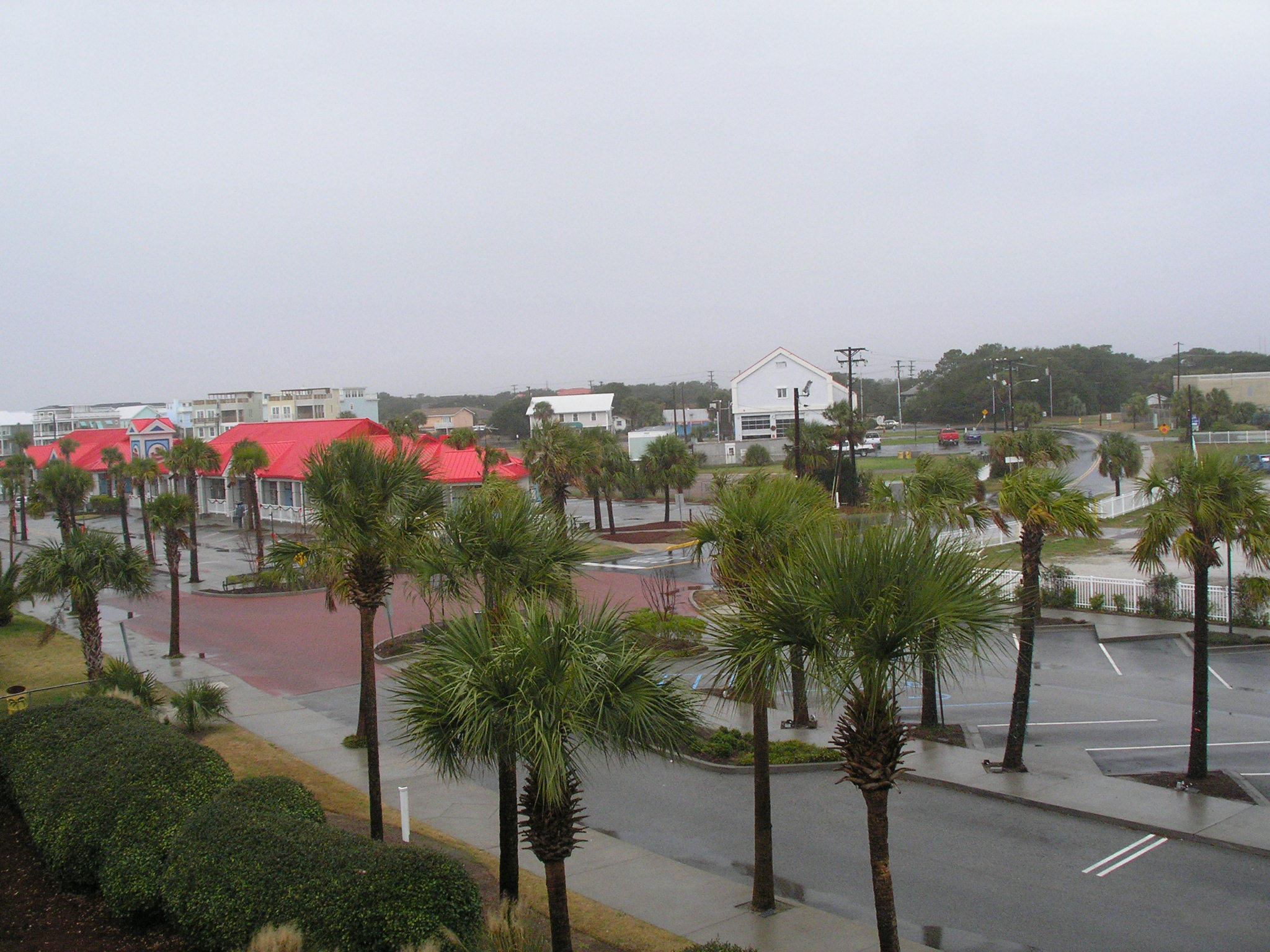
Isle of Palms, South Carolina

Het (kleine) toernooi werd overschaduwd door het grotere WTA-toernooi van Charleston dat (ook in april) werd gehouden op Hilton Head Island, eveneens in South Carolina.
Er werd door 32 deelneemsters per jaar gestreden om de titel in het enkelspel, en door zestien paren om de dubbelspeltitel. Aan het kwalificatietoernooi voor het enkelspel namen 32 speelsters deel, met vier plaatsen in het hoofdtoernooi te vergeven.

## Finales

### Enkelspel
| Datum      | Naam                       | ($)           | Ondergrond        | Winnares         | Verliezend finaliste | Uitslag       |
| ---------- | -------------------------- | ------------- | ----------------- | ---------------- | -------------------- | ------------- |
| 1981-02-23 | Avon Futures of Greenville | 30.000        | hardcourt, binnen | Lena Sandin      | Roberta McCallum     | 7-5, 6-2      |
| 1982-02-22 | Avon Futures of Carolina   | 40.000        | hardcourt, binnen | Cláudia Monteiro | Jo Durie             | 6-4, 3-6, 6-4 |
| 1983–1984  | geen toernooi              | geen toernooi | geen toernooi     | geen toernooi    | geen toernooi        | geen toernooi |
| 1985-04-01 | Seabrook Open              | 75.000        | gravel, buiten    | Katerina Maleeva | Virginia Ruzici      | 6-3, 6-3      |
| 1986-04-21 | Wild Dunes                 | 75.000        | gravel, buiten    | Elise Burgin     | Tine Scheuer-Larsen  | 6-1, 6-3      |
| 1987-03-30 | Wild Dunes                 | 75.000        | gravel, buiten    | Manuela Maleeva  | Raffaella Reggi      | 5-7, 6-2, 6-3 |

### Dubbelspel
| Datum      | Naam                       | ($)           | Ondergrond        | Winnaressen                            | Verliezend finalistes                | Uitslag       |
| ---------- | -------------------------- | ------------- | ----------------- | -------------------------------------- | ------------------------------------ | ------------- |
| 1981-02-23 | Avon Futures of Greenville | 30.000        | hardcourt, binnen | Diane Desfor Jane Stratton             | Yvonne Vermaak Elizabeth Little      | 6-3, 6-2      |
| 1982-02-22 | Avon Futures of Carolina   | 40.000        | hardcourt, binnen | Chris O'Neil Mimmi Wikstedt            | Elizabeth Gordon Kim Steinmetz       | 3-6, 6-3, 6-4 |
| 1983–1984  | geen toernooi              | geen toernooi | geen toernooi     | geen toernooi                          | geen toernooi                        | geen toernooi |
| 1985-04-01 | Seabrook                   | 75.000        | gravel, buiten    | Svetlana Tsjerneva Larisa Savtsjenko   | Elise Burgin Lori McNeil             | 6-1, 6-3      |
| 1986-04-21 | Wild Dunes                 | 75.000        | gravel, buiten    | Sandra Cecchini Sabrina Goleš          | Laura Gildemeister Marcela Skuherská | 4-6, 6-0, 6-3 |
| 1987-03-30 | Wild Dunes                 | 75.000        | gravel, buiten    | Laura Gildemeister Tine Scheuer-Larsen | Mercedes Paz Candy Reynolds          | 6-4, 6-4      |

## Opmerking
- In de jaren dat dit South Carolina-toernooi in Charleston (Wild Dunes) werd gehouden, werd het zogeheten WTA-toernooi van Charleston (de Family Circle Cup) gehouden op Hilton Head Island.

ITF-toernooien (mannen en vrouwen)

ATP-toernooien (mannen) – ATP-seizoen 2025

WTA-toernooien (vrouwen) – WTA-seizoen 2025

Voormalige toernooien mannen
Voormalige toernooien vrouwen
Voormalige amateurtoernooien